# Mario Omar Méndez
Mario Omar Méndez (auch als Mario Pedro Mendez geführt) (* 11. Mai 1938; † 1. Juli 2020 in Montevideo) war ein uruguayischer Fußballspieler und Trainer.

## Spielerlaufbahn

### Verein
Defensivakteur Méndez spielte 1959 für Sud América. Er gehörte mindestens in den Jahren 1961, 1962 und 1964 dem Kader des montevideanischen Vereins Nacional in der Primera División an. 1964 steht die Teilnahme an den Finalspielen der Copa Campeones de América für ihn zu Buche, in denen Nacional dem argentinischen Vertreter Independiente letztlich die Trophäe überlassen musste. In den Jahren 1967 bis 1969 spielte ein Mario Méndez für Peñarol. 1970 verpflichtete ihn Tiquire Aragua aus Venezuela. Von 1973 bis 1976 spielte er für Estudiantes de Mérida, 1975 gewann er mit dem Klub die Copa Venezuela.

### Nationalmannschaft
Méndez war auch Mitglied der A-Nationalmannschaft Uruguays, für die er zwischen dem 7. Dezember 1959 und dem 12. Juni 1968 22 Länderspiele absolvierte. Dabei erzielte er ein Länderspieltor. Mit der Celeste nahm er 1959 an der zweiten Ausspielung der Südamerikameisterschaft im Dezember jenes Jahres in Ecuador teil, bei der er in vier Begegnungen zum Titelgewinn der Uruguayer beitrug. Auch an der Weltmeisterschaft 1962 wirkte er auf uruguayischer Seite mit. Dort kam er im in allen drei Gruppenspielen zum Einsatz.

### Erfolge
- Südamerikameister 1959

## Trainertätigkeit
Méndez wirkte nach der aktiven Karriere als Trainer und betreute in Venezuela 1980 den Klub Unión Deportiva Valera (U.D Valera), der seinerzeit in der Segunda División des Landes spielte, und Estudiantes de Mérida.